# 格利澤54
格利澤54 (GJ 54 / HIP 5496 / LHS 1208)是位於杜鵑座邊緣，幾乎在鄰近水蛇座的一個聯星系統，距離地球25.7光年。視星等為+9.80，低於眼睛可觀察到的亮度閾值。
格利澤54是一顆紅矮星，光譜類型為M2，有效溫度為4250K。
它被列為變星。
它有一個伴星，與它形成一個軌道周期約為427天的雙星系統。這顆伴星是一顆紅矮星，其亮度比格利澤54低約1個星等。